# کلیو پریور
کلیو پریور (به انگلیسی: Cleeve Prior) یک روستا و محله مدنی در بریتانیا است که در Wychavon واقع شده‌است.